# بطولة اتحاد غرب آسيا لكرة الصالات 2012
كانت بطولة اتحاد غرب آسيا لكرة الصالات 2012 بطولة اتحاد غرب آسيا لكرة الصالات الثالثة. وأقيمت في صالة غدير، أرومية، إيران بين 27 أبريل و2 مايو 2012.

## الفرق
- إيران (6)
- العراق (55)
- الأردن (غير نشط لأكثر من 24 شهراً)
- الكويت (70)
- فلسطين (90)

## مرحلة المجموعات
أجريت القرعة في 26 أبريل 2012.
| فريق   | لعب | ف | ت | خ | له | عليه | ف.أ | نقاط |
| ------ | --- | - | - | - | -- | ---- | --- | ---- |
| إيران  | 4   | 4 | 0 | 0 | 40 | 6    | +34 | 12   |
| الأردن | 4   | 2 | 1 | 1 | 18 | 14   | +4  | 7    |
| العراق | 4   | 2 | 0 | 2 | 19 | 23   | –4  | 6    |
| الكويت | 4   | 1 | 1 | 2 | 14 | 21   | –7  | 4    |
| فلسطين | 4   | 0 | 0 | 4 | 9  | 36   | –27 | 0    |

| إيران | 9–2   | الكويت                |
| --- | ----- | --------------------- |
| وحيد شمسائي 21'، 40' · محمد كشاورز 23' · حسين طيبي 25' · مجيد لطيفي 27' · مهدي جاويد 29' · أحمد إسماعيلبور 34' · جواد أصغري مقدم 34'، 37' | تقرير | شاكر المطيري 22'، 29' |

| الأردن                                                                                             | 8–4   | العراق                                             |
| -------------------------------------------------------------------------------------------------- | ----- | -------------------------------------------------- |
| سامر ناصر الدين 7'، 18'، 30' · نور الدين الخزاعلة 13'، 21'، 39' · أمجد القروم 17' · شادي جربان 28' | تقرير | كرار محسن محمد 2'، 32' · حسين عبد علي محمد 3'، 36' |

| العراق                                                                                       | 5–4   | الكويت                                                                |
| -------------------------------------------------------------------------------------------- | ----- | --------------------------------------------------------------------- |
| هاشم خالد كاظم 12'، 33' · مصطفى باتشاي حمزة 20' · محمد إبراهيم أحمد 23' · كرار محسن محمد 23' | تقرير | علي البطائي 13' · عبد الرحمن الطويل 14'، 15' · عبد الرحمن المصبحي 23' |

| الأردن                                                                                             | 6–1   | فلسطين                |
| -------------------------------------------------------------------------------------------------- | ----- | --------------------- |
| شادي جبران 5' · فهد القواسمي 11' · إبراهيم قنديل 16' · سامر ناصر الدين 30'، 31' · محمود الخطيب 40' | تقرير | محمود بسام النيرب 18' |

| فلسطين             | 1–19  | إيران |
| ------------------ | ----- | --- |
| طارق أبو غنيمة 34' | تقرير | محمد كشاورز 1'، 24' · علي أصغر حسن زاده 3'، 5'، 18'، 23' · وحيد شمسائي 4'، 22'، 32'، 33'، 38' · جواد أصغري مقدم 7'، 16'، 30'، 40' · حسين طيبي 17'، 28'، 34' · أحمد إسماعيلبور 18' |

| الكويت                                                 | 4–4   | الأردن                                                   |
| ------------------------------------------------------ | ----- | -------------------------------------------------------- |
| عبد الرحمن الطويل 6' · عبد الرحمن الوادي 21'، 22'، 36' | تقرير | مجدي قنديل 10' · خالد عوض 17' · سامر ناصر الدين 25'، 30' |

| العراق                                                           | 3–7   | إيران |
| ---------------------------------------------------------------- | ----- | --- |
| كرار محسن محمد 8' · إدريس غضبان أحمد 18' · مصطفى باتشاي حمزة 33' | تقرير | وحيد شمسائي 2' · محمد كشاورز 12' · أحمد إسماعيلبور 14'، 15' · علي أصغر حسن زاده 21' · جواد أصغري مقدم 29'، 40' |

| الكويت                                                                 | 4–3   | فلسطين                                          |
| ---------------------------------------------------------------------- | ----- | ----------------------------------------------- |
| عبد الرحمن الطويل 32' · سالم المخيمي 34' · عبد الرحمن المصبحي 36'، 37' | تقرير | محمد ربحي شتيوي 27'، 30' · محمود حيدر فحجان 35' |

| فلسطين                                                                                   | 4–7   | العراق |
| ---------------------------------------------------------------------------------------- | ----- | --- |
| عيد عدنان العكاوي 2' · محمد ربحي شتيوي 8' · محمود حيدر فحجان 12' · محمود بسام النيرب 33' | تقرير | إدريس غضبان أحمد 14'، 30'، 37' · هاشم خالد كاظم 14' · محمد إبراهيم أحمد 15' · كرار محسن محمد 19' · كامل شاكر وادي 25' |

| إيران                                                          | 5–0   | الأردن |
| -------------------------------------------------------------- | ----- | ------ |
| أحمد إسماعيلبور 9'، 11' · حسين طيبي 23'، 33' · محمد كشاورز 40' | تقرير |        |

## الجوائز
| فائز بطولة اتحاد غرب آسيا لكرة الصالات |
| -------------------------------------- |
| · إيران · للمرة الثانة                 |

- أفضل لاعب
  -  سامر ناصر الدين
- الهداف
  -  جواد أصغري مقدم
 وحيد شمسائي (8 أهداف لكلاهما)
- أفضل حارس مرمى
  -  مصطفى نظري
- جائزة اللعب النظيف
  -  الكويت

## روابط خارجية
- نتائج بطولة اتحاد غرب آسيا لكرة الصالات 2012

قالب:بطولة اتحاد غرب آسيا لكرة الصالات